# Dvůr trnů a růží (kniha)
Dvůr trnů a růží (v anglickém originále A Court of Thorns and Roses) je první kniha ze stejnojmenné série od americké spisovatelky Sarah J. Maas. Jedná se o mrazivý příběh na motivy pohádky Kráska a zvíře, který krátce po svém vydání získal na obrovské popularitě. Celkem je série složená z pěti na sebe navazujících knih: Dvůr trnů a růží, Dvůr mlhy a hněvu, Dvůr křídel a zmaru, Dvůr mrazu a hvězd a Dvůr stříbrných plamenů.

## Děj
Devatenáctiletá Feyre Archeron žije v chudobě se svou rodinou. Aby ona i její sestry spolu s otcem nezemřeli hlady, chodí do lesa lovit zvířata. Jednou zabije mohutného vlka, který by uživil Archeronovy na delší dobu. Ale její nadšení z pořádného úlovku nevydrží dlouho, když se na prahu dveří jejich chýše objeví tvor podobný zabitému zvířeti a vyžaduje trest za smrt jeho přítele. Feyre je tedy donucena odejít se svým únoscem do kruté země víl, kde s ním má žít na jeho panství. Tamlin, který je jedním z nesmrtelných víl, patří mezi sedm vládců Prythianu a Feyre zjišťuje, že to, co ji dřív učili o nebezpečném světě víl, nemusí být úplně pravda.

## Seriál
Na začátku jara roku 2021 se začalo spekulovat o možné adaptaci knížky na seriál. 26. března tuto skutečnost potvrdila autorka na svém Instagramu, i přesto, že neodhalila mnoho informací. Nicméně je oficiální, že na tvorbě seriálu pro streamovací platformu Hulu se bude podílet samotná Sarah J. Maas s americkým producentem Ron Moorem. Oba v současné době píší scénář k pilotnímu dílu.

## Hlavní postavy
- Feyre Archeron – 19 let, člověk, zabila vílího průzkumníka, odvážná, obětavá, ostražitá, krásná
- Tamlin – vládce Jarního dvora, vznešená víla, nesmrtelný, umí změnit svou podobu ve zvíře, milý, odvážný, musí nosit masku
- Lucien – vyslanec Jarního dvora, syn vládce Podzimního dvora, vznešená víla, Tamlinův přítel, milý, jízlivý, musí nosit masku
- Amarantha – vznešená víla, krutá, nenávidí lidi, mocichtivá, královna Pod Horou, proklela Jarní dvůr, bývalá velitelka armád krále Hybernie
- Rhysand – vládce Nočního dvora, vznešená víla, umí číst myšlenky, lstivý, prospěchářský, mohou mu narůst křídla